# Gary Heale
Gary John Heale (Canvey Island, 15 juli 1958) is een Engels voormalig voetballer die uitkwam voor Sparta Rotterdam. Hij speelde als aanvaller.